# .at
.at è il dominio di primo livello nazionale assegnato all'Austria.

## Domini di secondo livello
Sono disponibili i seguenti domini di secondo livello:
- .ac.at - riservato alle scuole e università
- .gv.at - riservato agli organi governativi
- .co.at - rivolto alle imprese commerciali
- .or.at - rivolto alle organizzazioni
- .priv.at - rivolto ai cittadini austriaci